# مورال (اوهایو)
مورال (به انگلیسی: Morral) یک روستا در ایالات متحده آمریکا است که در شهرستان ماریون، اوهایو واقع شده‌است. مورال ۶٫۹۹ کیلومتر مربع مساحت و ۳۹۹ نفر جمعیت دارد و ۲۷۷ متر بالاتر از سطح دریا واقع شده‌است.